# Cae el sol
«Cae el sol» es una canción y sencillo del grupo musical de Argentina Soda Stereo, compuesta por el vocalista y guitarrista del grupo Gustavo Cerati, y el artista invitado durante la Gira Animal Daniel Melero. Es la última del álbum Canción animal de 1990.

## Música
Los coros que acompañan a la canción remiten a las voces susurrantes de Robert Plant en la canción «The Ocean».

## Historial en vivo
La canción también está incluida en el lado B de El último concierto, como penúltima canción. En ese concierto en particular, en la parte que Cerati dice "Buenos Aires, Buenos Aires, humedad!", la sustituyó por "Buenos Aires, Argentina, humedad!". Al finalizar la canción es cuando tocan «De música ligera», dando por finalizado así el último concierto.
En la parte final de la canción, se aprecia la melodía principal de la canción «Here Comes the Sun» de The Beatles.
La canción también fue tocada en la gira "Me Verás Volver".

## Video musical
El video musical fue dirigido por Caíto Lorenzo y fue lanzado como el segundo video de Canción animal en el año 1991. En él se muestra al grupo en uno de los 14 conciertos en el Teatro Gran Rex de Buenos Aires interpretando la canción. Sin embargo el video no cuenta con el sonido en vivo, sino con el audio original de la canción.

## Lista de canciones
| Vinilo promocional de 7 pulgadas de España |              |          |  |
| N.º                                        | Título       | Duración |  |
| 1.                                         | «Cae el sol» | 4:39     |  |